# جلان كولينز (لاعب كرة قدم أمريكية)
جلان كولينز (بالإنجليزية: Glen Collins)‏ هو لاعب كرة قدم أمريكية أمريكي، ولد في 10 يوليو 1959 في جاكسون في الولايات المتحدة.

## وصلات خارجية
- جلان كولينز على موقع مرجع كرة القدم المحترفة.كوم (الإنجليزية)